# 584311 Pozhlakov
584311 Pozhlakov è un asteroide della fascia principale interna. Scoperto nel 2011, presenta un'orbita caratterizzata da un semiasse maggiore pari a 1,897890 UA e da un'eccentricità di 0,063256, inclinata di 18,074537° rispetto all'eclittica.
È dedicato a Stanislav Ivanovich Pozhlakov, compositore sovietico.